# Dojčin Perazić
Dojčin Perazić (Cetinje, 17 december 1945 – aldaar, 25 januari 2022) was een voetballer afkomstig uit Montenegro in Joegoslavië. Hij was beter bekend onder zijn koosnaam Dojo.

## Loopbaan

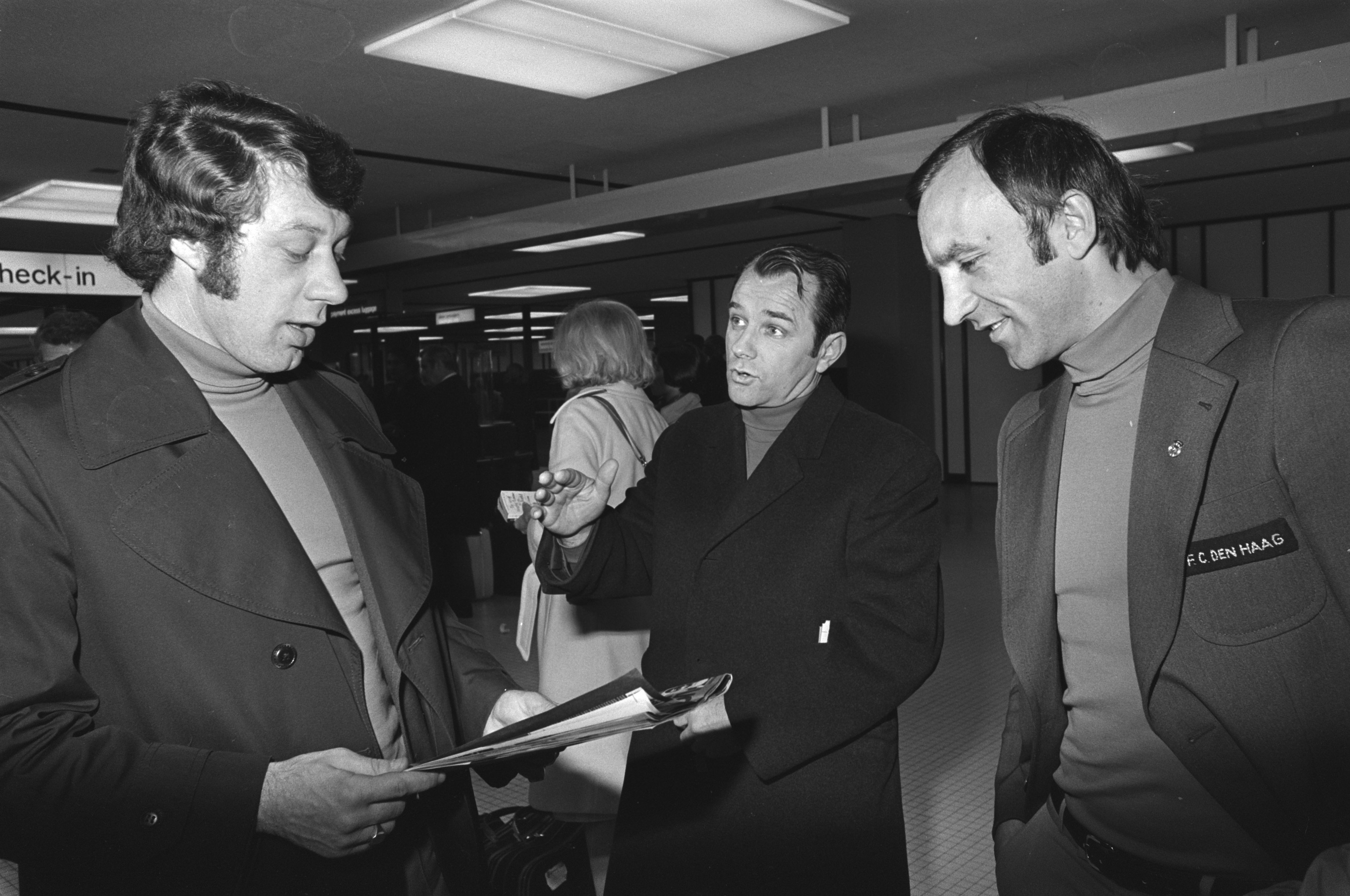
Van links naar rechts: Aad Mansveld, Vujadin Boškov en Dojčin Perazić (1976)

Perazić speelde van 1974 tot 1978 als middenvelder voor FC Den Haag en won in die periode de KNVB beker in 1975. In die finale gaf hij de voorzet voor de beslissende goal van spits Henk van Leeuwen. Hij werd zeer gewaardeerd door medespelers en supporters en vormde in feite de stille kracht van het succesvolle elftal. Voordat hij naar Den Haag kwam speelde Perazić in zijn vaderland voor Rode Ster Belgrado en FK Vojvodina Novi Sad.
Nadat Perazić in 1978 vertrok bij FC Den Haag werd er weinig meer van hem vernomen. Wel trainde hij in België tal van kleine clubs zoals KSK Heist, KVK Tienen, Stade Leuven, Verbroedering Geel, SC Aarschot en Beringen FC. Perazić had ondertussen de Belgische nationaliteit aangenomen en werkte ook als taxichauffeur. Later is hij trainer geworden van Antwerp FC. Perazić woonde in het Belgische Tremelo, maar ging later weer terug naar Montenegro.
Hij overleed op 25 januari 2022 op 76-jarige leeftijd.

## Trivia
Er is een boek van de hand van Ernest Landheer over hem verschenen. De titel is 
De Haagse voetbaljaren van Dojo Perazic. Het 128 pagina's tellende boek is in augustus 2005 in de boekwinkels verschenen.